# Burgsvik
Burgsvik è un'area urbana della Svezia situata nel comune di Gotland, contea di Gotland.
La popolazione risultante dal censimento 2010 era di 338 abitanti.